# Rhynchostegiella vriesei
Rhynchostegiella vriesei är en bladmossart som beskrevs av Brotherus 1909. Rhynchostegiella vriesei ingår i släktet nålmossor, och familjen Brachytheciaceae. Inga underarter finns listade i Catalogue of Life.